# Associazione Sportiva Giovanile Nocerina 2013-2014
Questa voce raccoglie le informazioni riguardanti l'Associazione Sportiva Giovanile Nocerina nelle competizioni ufficiali della stagione 2013-2014.

## Stagione
Il derby Salernitana-Nocerina dell'11ª giornata è stato sospeso al 21', come da regolamento, dato che la squadra ospite era rimasta in campo con soli sei giocatori, numero insufficiente. La trasferta era stata vietata ai tifosi della Nocerina per motivi di ordine pubblico, ma alcuni ultras avevano manifestato da giorni, tramite striscioni esposti a Nocera Inferiore, l'intenzione di recarsi comunque a Salerno, e successivamente alcuni di loro si erano presentati in ritiro, invitando la squadra a non giocare l'incontro per solidarietà nei loro confronti. Di fronte alla minaccia, la Nocerina aveva raggiunto lo stadio Arechi dichiarando inizialmente di non volere scendere in campo, intenzione ritirata in seguito all'intervento del questore. Iniziata la gara, la formazione rossonera ha effettuato le tre sostituzioni di cui disponeva nei primi secondi della partita, e cinque calciatori, uno dopo l'altro, hanno abbandonato il terreno di gioco, ufficialmente per infortunio, da cui la sospensione da parte dell'arbitro per mancanza del numero minimo di giocatori necessari per ciascuna squadra. Il 27 dicembre seguente la federazione ha deferito la società e suoi diciassette tesserati tra dirigenti, allenatori, medici e giocatori per «violazione del codice di giustizia sportiva con le aggravanti della effettiva alterazione dello svolgimento e del risultato della gara».
Il 29 gennaio 2014 la FIGC emette la propria sentenza riguardo alla partita di Salerno, escludendo la Nocerina dal proprio campionato, assegnandola quindi a categorie inferiori e comminandole un'ammenda di 10.000 euro. Nella stessa sentenza vengono inoltre inibiti il presidente Luigi Benevento, il direttore generale Luigi Pavarese e il medico della società Giovanni Rosati, tutti per tre anni e sei mesi, e vengono squalificati l'allenatore Gaetano Fontana e il suo vice, Salvatore Fusco, per la stessa durata. Vengono squalificati per un anno i calciatori Domenico Danti, Edmunde Etse Hottor, Iuzvisen Petar Kostadinovic, Franco Lepore e Lorenzo Remedi. Sono stati prosciolti dagli addebiti contestati i calciatori Davide Evacuo, Luca Ficarrotta, Davide Polichetti, Carlo Cremaschi, Celso Daniel Jara Martinez e Giancarlo Malcore. Il giorno successivo la Lega Pro ha decretato la perdita per 3-0 a tavolino di tutte le partite del girone di ritorno che mancavano alla fine del campionato.

## Divise e sponsor
Lo sponsor tecnico per la stagione 2013-2014 è Givova, mentre gli sponsor ufficiali sono Alfa Recupero Crediti e Savenergy Group.
| Casa | Trasferta |

## Organigramma societario
Di seguito sono riportati i membri dello staff della Nocerina.
Area direttiva
- Presidente: Luigi Benevento
- Team Manager: Giuseppe Villani
- Addetto settore giovanile: Emilio Gambardella, Giovanni Citarella

Area comunicazione
- Addetto per le Comunicazioni e Istituzioni: Giuseppe Mandarino

Area marketing
- Delegato al marketing: Pasquale Barba

Area tecnica
- Direttore generale: Luigi Pavarese
- Allenatore: Gaetano Fontana
- Allenatore in seconda: Salvatore Fusco
- Preparatore portieri: Marco Giglio
- Preparatore atletico: Giuseppe Trepiccione

Area tecnica
- Medico sociale: Giovanni Rosati

## Rosa
La rosa della Nocerina nella stagione 2010-2011.
| N. |                     | Ruolo | Calciatore            |
| -- | ------------------- | ----- | --------------------- |
|    | Italia (bandiera)   | P     | Gabriele Aldegani     |
|    | Italia (bandiera)   | P     | Raffaele Esposito     |
|    | Italia (bandiera)   | P     | Francesco Falcone     |
|    | Italia (bandiera)   | P     | Raffaele Gragnaniello |
|    | Italia (bandiera)   | P     | Giovanni Russo        |
|    | Italia (bandiera)   | D     | Marco Baldan          |
|    | Italia (bandiera)   | D     | Simone Barigelli      |
|    | Italia (bandiera)   | D     | Carlo Cremaschi       |
|    | Italia (bandiera)   | D     | Carlo Crialese        |
|    | Italia (bandiera)   | D     | Ciro De Franco        |
|    | Italia (bandiera)   | D     | Sedrick Kalombo       |
|    | Croazia (bandiera)  | D     | Petar Kostadinovic    |
|    | Camerun (bandiera)  | D     | Sem Ogolong           |
|    | Italia (bandiera)   | D     | Giuseppe Rizza        |
|    | Italia (bandiera)   | D     | Tommaso Romito        |
|    | Italia (bandiera)   | D     | Raffaele Rosato       |
|    | Lituania (bandiera) | D     | Aurimas Vilkaitis     |
|    | Italia (bandiera)   | D     | Simone Vitale         |
|    | Italia (bandiera)   | C     | Giovanni Cristofari   |

| N. |                     | Ruolo | Calciatore               |
| -- | ------------------- | ----- | ------------------------ |
|    | Italia (bandiera)   | C     | Michele Di Prisco        |
|    | Italia (bandiera)   | C     | Luca Ficarrotta          |
|    | Italia (bandiera)   | C     | Federico Fortino         |
|    | Ghana (bandiera)    | C     | Edmund Hottor            |
|    | Italia (bandiera)   | C     | Franco Lepore            |
|    | Italia (bandiera)   | C     | Manuel Lettieri          |
|    | Italia (bandiera)   | C     | Antonio Palma (capitano) |
|    | Italia (bandiera)   | C     | Carmine Polichetti       |
|    | Italia (bandiera)   | C     | Lorenzo Remedi           |
|    | Italia (bandiera)   | C     | Alessio Sabbione         |
|    | Italia (bandiera)   | A     | Domenico Danti           |
|    | Italia (bandiera)   | A     | Davide Evacuo (II)       |
|    | Paraguay (bandiera) | A     | Daniel Jara              |
|    | Slovenia (bandiera) | A     | Kris Jogan               |
|    | Italia (bandiera)   | A     | Giancarlo Malcore        |
|    | Bolivia (bandiera)  | A     | Alex Pontons             |
|    | Italia (bandiera)   | A     | Felice Simonetti         |
|    | Italia (bandiera)   | A     | Gian Piero Tozzi         |
|    | Italia (bandiera)   | A     | Eustachio Zaccaro        |

## Calciomercato
Di seguito sono riportati i trasferimenti del calciomercato 2013-2014 della Nocerina.

### Sessione estiva(dal 1º/7 al 2/9)
| Acquisti | Acquisti              | Acquisti        | Acquisti      |
| R.       | Nome                  | da              | Modalità      |
| -------- | --------------------- | --------------- | ------------- |
| P        | Gabriele Aldegani     | Livorno         | fine prestito |
| P        | Raffaele Esposito     | Aversa Normanna | definitivo    |
| P        | Francesco Falcone     | Potenza         | definitivo    |
| P        | Raffaele Gragnaniello | Aversa Normanna | definitivo    |
| D        | Simone Vitale         | Frosinone       | definitivo    |
| D        | Carlo Cremaschi       | Atalanta        | prestito      |
| D        | Tommaso Romito        | Fano            | definitivo    |
| D        | Aurimas Vilkaitis     | Lazio           | prestito      |
| D        | Sem Ogolong           | Parma           | prestito      |
| D        | Simone Barigelli      | Siena           | prestito      |
| D        | Sedrick Kalombo       | Lecce           | prestito      |
| D        | Carlo Crialese        | Parma           | prestito      |
| D        | Raffaele Rosato       | Parma           | prestito      |
| D        | Stefano Riccio        | Arzanese        | fine prestito |
| D        | Ciro De Franco        | Cuneo           | fine prestito |
| D        | Andrea Mastellone     | Casertana       | fine prestito |
| D        | Pasqualino Esposito   | Foggia          | fine prestito |
| D        | Petar Kostadinovic    | Sorrento        | fine prestito |
| C        | Lorenzo Remedi        | Livorno         | prestito      |
| C        | Giovanni Cristofari   | Prato           | definitivo    |
| C        | Franco Lepore         | Real Vicenza    | definitivo    |
| C        | Luca Ficarrotta       | Casale          | definitivo    |
| C        | Antonio Palma         | Atalanta        | prestito      |
| C        | Alessio Sabbione      | Sestri Levante  | definitivo    |
| C        | Edmund Hottor         | Milan           | prestito      |
| C        | Carmine Polichetti    | Potenza         | definitivo    |
| A        | Pontons Paz           | Milan           | prestito      |
| A        | Gian Piero Tozzi      | Milan           | prestito      |
| A        | Davide Evacuo         | Vico Equense    | definitivo    |
| A        | Kris Jogan            | Verona          | prestito      |
| A        | Domenico Danti        | L.R. Vicenza    | definitivo    |
| A        | Giancarlo Malcore     | Lecce           | prestito      |
| A        | Verdun Servín César   | Verona          | definitivo    |
| A        | Daniel Jara           | Genoa           | prestito      |
| A        | Eustachio Zaccaro     | Bari            | fine prestito |
| A        | Kevin Tulimieri       | Casale          | fine prestito |
| A        | Simone Figliolia      | Arzanese        | fine prestito |

| Cessioni | Cessioni            | Cessioni        | Cessioni      |
| R.       | Nome                | a               | Modalità      |
| -------- | ------------------- | --------------- | ------------- |
| P        | Gabriele Aldegani   | Livorno         | definitivo    |
| P        | Alfonso De Lucia    | Livorno         | fine prestito |
| P        | Riccardo Ragni      | Pescara         | fine prestito |
| D        | Milan Andjelkovic   | Olimpia Lubiana | definitivo    |
| D        | Francesco Scardina  | Huesca          | definitivo    |
| D        | Desiderio Garufo    | Trapani         | definitivo    |
| D        | Daniele Bruno       | San Severo      | definitivo    |
| D        | Manuel Daffara      | Perugia         | definitivo    |
| D        | Stefano Riccio      | Taranto         | definitivo    |
| D        | Alberto Giuliatto   | Parma           | definitivo    |
| D        | Pasqualino Esposito | Melfi           | definitivo    |
| D        | Marco Baldan        | Latina          | prestito      |
| D        | Tommaso Romito      |                 | fine carriera |
| D        | Marco Chiosa        | Torino          | fine prestito |
| D        | Mahamet Diagouraga  |                 | svincolato    |
| C        | Vincenzo De Liguori | Savoia          | definitivo    |
| C        | Alessandro Bruno    | Latina          | definitivo    |
| C        | Francesco Corapi    | L'Aquila        | definitivo    |
| C        | Manuel Lettieri     | Sorrento        | prestito      |
| C        | Vincenzo Pepe       | Virtus Lanciano | fine prestito |
| C        | Nicolás Gorobsov    | Torino          | fine prestito |
| A        | Maikol Negro        | Latina          | definitivo    |
| A        | Kevin Tulimieri     | Aversa Normanna | definitivo    |
| A        | Felice Evacuo       | Benevento       | definitivo    |
| A        | Fabio Mazzeo        | Perugia         | definitivo    |
| A        | Nicola Russo        | Parma           | definitivo    |
| A        | Simone Figliolia    | Arzanese        | definitivo    |
| A        | Eustachio Zaccaro   | Sora            | definitivo    |
| A        | Manuel Gavilán      | Bologna         | fine prestito |

### Sessione invernale(dal 3/1 al 31/1)
| Acquisti | Acquisti         | Acquisti | Acquisti   |
| R.       | Nome             | da       | Modalità   |
| -------- | ---------------- | -------- | ---------- |
| C        | Federico Fortino |          | svincolato |

| Cessioni | Cessioni            | Cessioni        | Cessioni      |
| R.       | Nome                | a               | Modalità      |
| -------- | ------------------- | --------------- | ------------- |
| P        | Raffaele Esposito   | Perugia         | definitivo    |
| P        | Giovanni Russo      | Aversa Normanna | definitivo    |
| D        | Ciro De Franco      | Matera          | definitivo    |
| D        | Carlo Cremaschi     | Atalanta        | fine prestito |
| D        | Simone Barigelli    | Siena           | fine prestito |
| D        | Sedrick Kalombo     | Lecce           | fine prestito |
| D        | Raffaele Rosato     | Parma           | fine prestito |
| C        | Giovanni Cristofari | Benevento       | definitivo    |
| C        | Antonio Palma       | Atalanta        | fine prestito |
| A        | Alex Pontons        | Milan           | fine prestito |
| A        | Gian Piero Tozzi    | Parma           | fine prestito |
| A        | Davide Evacuo       | Viareggio       | definitivo    |
| A        | Kris Jogan          | Verona          | fine prestito |
| A        | Giancarlo Malcore   | Lecce           | fine prestito |
| A        | Eustachio Zaccaro   | Sora            | definitivo    |

## Risultati

### Lega Pro Prima Divisione

#### Girone di andata
| Arbitro: | Fiore (Barletta) |

|                                 |           |                        |
| Evacuo II 14’ Lepore 79’ (rig.) | Marcatori | 11’ Eusepi 42’ Fabinho |

| Arbitro: | Piccinini (Forlì) |

|           |           |             |
| Pizza 29’ | Marcatori | 47’ Malcore |

| Arbitro: | Brasi (Seregno) |

|            |           |           |
| Lepore 61’ | Marcatori | 4’ Asante |

| Arbitro: | Guccini (Albano Laziale) |

|                                                            |           |                       |
| Arma 13’, 48’ (rig.) Sampietro 45’ Martella 64’ Napoli 78’ | Marcatori | 61’, 85’ (rig.) Danti |

| Arbitro: | Caso (Verona) |

|           |           |                                  |
| Jogan 23’ | Marcatori | 2’ Aurelio 41’ Gessa 78’ Curiale |

| Arbitro: | Ros (Pordenone) |

|             |           |  |
| Montiel 74’ | Marcatori |  |

| Arbitro: | Morreale (Roma) |

|  |           |                                             |
|  | Marcatori | 7’ Tortolano 38’, 90+1’ Fioretti 69’ Uliano |

| Arbitro: | Cifelli (Campobasso) |

|                                              |           |               |
| Reis 5’ Cavagna 42’ Lanini 75’ Benedetti 78’ | Marcatori | 74’ Evacuo II |

| Arbitro: | Bellotti (Verona) |

|                        |           |            |
| Grassi 74’, 80’ (rig.) | Marcatori | 25’ Lepore |

| Arbitro: | Greco (Lecce) |

|            |           |                                   |
| Lepore 89’ | Marcatori | 27’ (rig.) Ferrari 81’ Falconieri |

| Salerno 10 novembre 2013, ore 15:00 CET 11ª giornata | Salernitana       | 3 – 0 a tavolino referto | Nocerina | Stadio Arechi (8.392 spett.)\| Arbitro: \| Sacchi (Macerata) \| |
| Arbitro:                                             | Sacchi (Macerata) |                          |          |                                                                 |

| 16 novembre 2013 12ª giornata |  | – Turno di riposo |  |  |

| Arbitro: | Marini (Roma) |

|  |           |                                                |
|  | Marcatori | 45+2’ (rig.) Bogliacino 47’ Zigoni 75’ Beretta |

| Arbitro: | Dei Giudici (Latina) |

|         |           |                                 |
| Deli 4’ | Marcatori | 28’ Evacuo II 44’ (rig.) Lepore |

| Arbitro: | Baldicchi (Città di Castello) |

|           |           |  |
| Danti 50’ | Marcatori |  |

| Barletta 14 dicembre 2013, ore 14:30 CET 16ª giornata | Barletta      | 0 – 0 referto | Nocerina | Stadio Cosimo Puttilli (1.463 spett.)\| Arbitro: \| Candeo (Este) \| |
| Arbitro:                                              | Candeo (Este) |               |          |                                                                      |

| Arbitro: | Piscopo (Imperia) |

|                            |           |                         |
| Ficarrotta 2’ Sabbione 62’ | Marcatori | 67’ Carpani 65’ Tripoli |

#### Girone di ritorno
| Arbitro: | Piccinini (Forlì) |

|                        |           |               |
| Mazzeo 39’, 48’ (rig.) | Marcatori | 74’ Evacuo II |

| Arbitro: | Guarino (Caltanissetta) |

|               |           |  |
| Cremaschi 74’ | Marcatori |  |

| Arbitro: | Colarossi (Roma) |

|                          |           |             |
| Ferretti 28’ Marotta 31’ | Marcatori | 51’ Malcore |

| Arbitro: | Tardino (Milano) |

|  |           |                       |
|  | Marcatori | 20’ Favasuli 38’ Arma |

| Frosinone 2 febbraio 2014 22ª giornata | Frosinone | 3 – 0 a tavolino | Nocerina | Stadio Matusa |

| Nocera Inferiore 9 febbraio 2014 23ª giornata | Nocerina | 0 – 3 a tavolino | Benevento | Stadio San Francesco d'Assisi |

| Catanzaro 16 febbraio 2014 24ª giornata | Catanzaro | 3 – 0 a tavolino | Nocerina | Stadio Nicola Ceravolo |

| Nocera Inferiore 23 febbraio 2014 25ª giornata | Nocerina | 0 – 3 a tavolino | Prato | Stadio San Francesco d'Assisi |

| Nocera Inferiore 2 marzo 2014 26ª giornata | Nocerina | 0 – 3 a tavolino | Pontedera | Stadio San Francesco d'Assisi |

| Gubbio 9 marzo 2014 27ª giornata | Gubbio | 3 – 0 a tavolino | Nocerina | Stadio Pietro Barbetti |

| Nocera Inferiore 16 marzo 2014 28ª giornata | Nocerina | 0 – 3 a tavolino | Salernitana | Stadio San Francesco d'Assisi |

| 23 marzo 2014 29ª giornata |  | – Turno di riposo |  |  |

| Lecce 30 marzo 2014 30ª giornata | Lecce | 3 – 0 a tavolino | Nocerina | Stadio Via del Mare |

| Nocera Inferiore 6 aprile 2014 31ª giornata | Nocerina | 0 – 3 a tavolino | Paganese | Stadio San Francesco d'Assisi |

| L'Aquila 13 aprile 2014 32ª giornata | L'Aquila | 3 – 0 a tavolino | Nocerina | Stadio Tommaso Fattori |

| Nocera Inferiore 27 aprile 2014 33ª giornata | Nocerina | 0 – 3 a tavolino | Barletta | Stadio San Francesco d'Assisi |

| Ascoli Piceno 4 maggio 2014 34ª giornata | Ascoli | 3 – 0 a tavolino | Nocerina | Stadio Cino e Lillo Del Duca |

### Coppa Italia

#### Primo turno
| Arbitro: | Marini (Roma) |

|  |           |                       |
|  | Marcatori | 16’ Zubin 81’ Zanardo |

### Coppa Italia Lega Pro

#### Fase a eliminazione diretta

##### Primo turno
| Arbitro: | Colarossi (Roma) |

|                      |           |               |
| Longo 23’ Masini 27’ | Marcatori | 62’ De Franco |

## Statistiche

### Statistiche di squadra
| Competizione             | Punti | In casa | In casa | In casa | In casa | In casa | In casa | In trasferta | In trasferta | In trasferta | In trasferta | In trasferta | In trasferta | Totale | Totale | Totale | Totale | Totale | Totale | DR  |
| Competizione             | Punti | G       | V       | N       | P       | Gf      | Gs      | G            | V            | N            | P            | Gf           | Gs           | G      | V      | N      | P      | Gf     | Gs     | DR  |
| ------------------------ | ----- | ------- | ------- | ------- | ------- | ------- | ------- | ------------ | ------------ | ------------ | ------------ | ------------ | ------------ | ------ | ------ | ------ | ------ | ------ | ------ | --- |
| Lega Pro Prima Divisione | 12    | 16      | 2       | 3       | 11      | 9       | 37      | 16           | 1            | 2            | 13           | 9            | 39           | 32     | 3      | 5      | 24     | 18     | 76     | -58 |
| Coppa Italia             | -     | 1       | 0       | 0       | 1       | 0       | 2       | 0            | 0            | 0            | 0            | 0            | 0            | 1      | 0      | 0      | 1      | 0      | 2      | -2  |
| Coppa Italia Lega Pro    | -     | 0       | 0       | 0       | 0       | 0       | 0       | 1            | 0            | 0            | 1            | 1            | 2            | 1      | 0      | 0      | 1      | 1      | 2      | -1  |
| Totale                   | -     | 17      | 2       | 3       | 12      | 9       | 39      | 17           | 1            | 2            | 14           | 10           | 41           | 34     | 3      | 5      | 26     | 19     | 80     | -61 |

### Statistiche dei giocatori
Sono in corsivo i calciatori che hanno lasciato la società a stagione in corso.
| Giocatore       | Lega Pro Prima Divisione | Lega Pro Prima Divisione | Lega Pro Prima Divisione | Lega Pro Prima Divisione | Coppa Italia | Coppa Italia | Coppa Italia | Coppa Italia | Coppa Italia Lega Pro | Coppa Italia Lega Pro | Coppa Italia Lega Pro | Coppa Italia Lega Pro | Totale   | Totale | Totale      | Totale     |
| Giocatore       | Presenze                 | Reti                     | Ammonizioni              | Espulsioni               | Presenze     | Reti         | Ammonizioni  | Espulsioni   | Presenze              | Reti                  | Ammonizioni           | Espulsioni            | Presenze | Reti   | Ammonizioni | Espulsioni |
| --------------- | ------------------------ | ------------------------ | ------------------------ | ------------------------ | ------------ | ------------ | ------------ | ------------ | --------------------- | --------------------- | --------------------- | --------------------- | -------- | ------ | ----------- | ---------- |
| G. Aldegani     | 0                        | -0                       | 0                        | 0                        | -            | -            | -            | -            | -                     | -                     | -                     | -                     | 0        | -0     | 0           | 0          |
| M. Baldan       | -                        | -                        | -                        | -                        | -            | -            | -            | -            | -                     | -                     | -                     | -                     | -        | -      | -           | -          |
| S. Barigelli    | -                        | -                        | -                        | -                        | -            | -            | -            | -            | 1                     | 0                     | 0                     | 0                     | 1        | 0      | 0           | 0          |
| C. Cremaschi    | 17                       | 1                        | 3                        | 1                        | 1            | 0            | 0            | 0            | -                     | -                     | -                     | -                     | 18       | 1      | 3           | 1          |
| C. Crialese     | 14                       | 0                        | 4                        | 1                        | 1            | 0            | 0            | 0            | 1                     | 0                     | 0                     | 0                     | 16       | 0      | 4           | 1          |
| G. Cristofari   | 7                        | 0                        | 0                        | 0                        | 1            | 0            | 0            | 0            | 1                     | 0                     | 1                     | 0                     | 9        | 0      | 1           | 0          |
| D. Danti        | 15                       | 3                        | 5                        | 0                        | -            | -            | -            | -            | -                     | -                     | -                     | -                     | 15       | 3      | 5           | 0          |
| C. De Franco    | 7                        | 0                        | 3                        | 0                        | 1            | 0            | 0            | 0            | 1                     | 1                     | 0                     | 0                     | 9        | 1      | 3           | 0          |
| M. Di Prisco    | 1                        | 0                        | 0                        | 0                        | -            | -            | -            | -            | -                     | -                     | -                     | -                     | 1        | 0      | 0           | 0          |
| R. Esposito     | 11                       | -23                      | 1                        | 0                        | -            | -            | -            | -            | -                     | -                     | -                     | -                     | 11       | -23    | 1           | 0          |
| D. Evacuo (II)  | 18                       | 4                        | 1                        | 0                        | 1            | 0            | 0            | 0            | 1                     | 0                     | 0                     | 0                     | 20       | 4      | 1           | 0          |
| F. Falcone      | 0                        | -0                       | 0                        | 0                        | -            | -            | -            | -            | 1                     | -2                    | 0                     | 0                     | 1        | -2     | 0           | 0          |
| L. Ficarrotta   | 16                       | 1                        | 3                        | 0                        | -            | -            | -            | -            | 1                     | 0                     | 0                     | 0                     | 17       | 1      | 3           | 0          |
| F. Fortino      | -                        | -                        | -                        | -                        | -            | -            | -            | -            | -                     | -                     | -                     | -                     | -        | -      | -           | -          |
| R. Gragnaniello | 7                        | -17                      | 0                        | 0                        | 1            | -2           | 0            | 0            | -                     | -                     | -                     | -                     | 8        | -19    | 0           | 0          |
| E. Hottor       | 11                       | 0                        | 6                        | 1                        | 1            | 0            | 1            | 0            | 1                     | 0                     | 0                     | 0                     | 13       | 0      | 7           | 1          |
| D. Jara         | 11                       | 0                        | 0                        | 0                        | -            | -            | -            | -            | 1                     | 0                     | 0                     | 0                     | 12       | 0      | 0           | 0          |
| K. Jogan        | 6                        | 1                        | 0                        | 0                        | -            | -            | -            | -            | -                     | -                     | -                     | -                     | 6        | 1      | 0           | 0          |
| S. Kalombo      | 1                        | 0                        | 1                        | 0                        | -            | -            | -            | -            | -                     | -                     | -                     | -                     | 1        | 0      | 1           | 0          |
| P. Kostadinovic | 11                       | 0                        | 1                        | 0                        | -            | -            | -            | -            | 1                     | 0                     | 0                     | 0                     | 12       | 0      | 1           | 0          |
| F. Lepore       | 20                       | 5                        | 3                        | 0                        | 1            | 0            | 0            | 0            | -                     | -                     | -                     | -                     | 21       | 5      | 3           | 0          |
| M. Lettieri     | -                        | -                        | -                        | -                        | -            | -            | -            | -            | -                     | -                     | -                     | -                     | -        | -      | -           | -          |
| G. Malcore      | 14                       | 2                        | 3                        | 0                        | 1            | 0            | 0            | 0            | -                     | -                     | -                     | -                     | 15       | 2      | 3           | 0          |
| S. Ogolonk      | 3                        | 0                        | 2                        | 1                        | -            | -            | -            | -            | -                     | -                     | -                     | -                     | 3        | 0      | 2           | 1          |
| A. Palma        | 17                       | 0                        | 4                        | 1                        | 1            | 0            | 0            | 0            | -                     | -                     | -                     | -                     | 18       | 0      | 4           | 1          |
| P. Paz          | 2                        | 0                        | 0                        | 0                        | 1            | 0            | 0            | 0            | 1                     | 0                     | 0                     | 0                     | 4        | 0      | 0           | 0          |
| C. Polichetti   | 3                        | 0                        | 0                        | 0                        | -            | -            | -            | -            | 1                     | 0                     | 1                     | 0                     | 4        | 0      | 1           | 0          |
| L. Remedi       | 16                       | 0                        | 4                        | 1                        | -            | -            | -            | -            | 1                     | 0                     | 0                     | 0                     | 17       | 0      | 4           | 1          |
| G. Rizza        | 10                       | 0                        | 4                        | 0                        | 1            | 0            | 1            | 0            | -                     | -                     | -                     | -                     | 11       | 0      | 5           | 0          |
| T. Romito       | 6                        | 0                        | 3                        | 1                        | -            | -            | -            | -            | -                     | -                     | -                     | -                     | 6        | 0      | 3           | 1          |
| R. Rosato       | -                        | -                        | -                        | -                        | -            | -            | -            | -            | -                     | -                     | -                     | -                     | -        | -      | -           | -          |
| G. Russo        | 5                        | -1                       | 0                        | 2                        | -            | -            | -            | -            | -                     | -                     | -                     | -                     | 5        | -1     | 0           | 2          |
| A. Sabbione     | 17                       | 1                        | 8                        | 0                        | -            | -            | -            | -            | -                     | -                     | -                     | -                     | 17       | 1      | 8           | 0          |
| F. Simonetti    | 1                        | 0                        | 0                        | 0                        | 1            | 0            | 0            | 0            | -                     | -                     | -                     | -                     | 2        | 0      | 0           | 0          |
| G. Tozzi        | -                        | -                        | -                        | -                        | 1            | 0            | 0            | 0            | 1                     | 0                     | 0                     | 0                     | 2        | 0      | 0           | 0          |
| A. Vilkaitis    | 4                        | 0                        | 0                        | 0                        | -            | -            | -            | -            | -                     | -                     | -                     | -                     | 4        | 0      | 0           | 0          |
| S. Vitale       | 6                        | 0                        | 1                        | 0                        | -            | -            | -            | -            | -                     | -                     | -                     | -                     | 6        | 0      | 1           | 0          |
| E. Zaccaro      | -                        | -                        | -                        | -                        | -            | -            | -            | -            | -                     | -                     | -                     | -                     | -        | -      | -           | -          |